# Ethno-différentialisme
L’ethno-différentialisme (ou différentialisme ou ethno-pluralisme) est un modèle introduit par l'extrême droite néofasciste selon lequel des régions indépendantes divisées par ethnies devraient être établies,. Le concept a été théorisé par la Nouvelle Droite, courant issu du GRECE. Antithèse de l'universalisme qui s'oppose aux différences et aux particularismes, il prône la reconnaissance d'un héritage culturel propre à chaque ethnie qui mérite d'être reconnu et préservé par les institutions politiques. Cela consiste à dire que même s'il ne peut y avoir hiérarchie des races ni des cultures, celles-ci ne doivent cependant pas se mélanger mais rester séparées et cloisonnées. D'après Étienne Balibar et Pierre-André Taguieff, l'ethno-différentialisme permet ainsi de passer du racisme biologique au racisme culturel,.

## Définition
Pour ce courant il existe des différences fondamentales et irréductibles entre peuples, cultures, qu'il convient de préserver en raison d'un « droit à la différence  », l'unique moyen de préserver ces différences étant la  ségrégation géographique, chaque peuple devant exercer ce droit à la différence « chez lui » afin de ne pas contaminer les autres. 
Ce modèle suppute que « le caractère incomparable des cultures et des peuples impose de valoriser et d'absolutiser la diversité », culte de la préservation de la diversité qui intègre le refus du métissage ou l'emprunt aux modèles culturels voisins. Ce refus du métissage ou de la mixité implique aussi une « décolonialisation réciproque  ».

## Avis sur ce courant de pensée
Le politologue Pierre-André Taguieff pense que ce concept conduit au repli des communautés ethniques et religieuses sur elles-mêmes sous prétexte de préserver leur langue, leurs traditions, leurs normes éthiques et juridiques : si l'exigence d'universalité n'est pas posée comme préalable au droit à la différence, celui-ci peut conduire à une sacralisation de la différence interdisant tout mélange (« néo-racisme différencialiste »). Il identifie quatre caractéristiques constitutives de l'ethno-différentialisme :
- déplacement de la race vers la culture et substitution corrélative de l’identité culturelle « authentique » à la pureté raciale ;
- déplacement de l’inégalité vers la différence. La peur du mélange prend la place du mépris pour les « inférieurs » ;
- utilisation de propositions en faveur de la diversité plutôt que contre celle-ci (hétérophilie plutôt qu’hétérophobie) ;
- rejet des expressions et des représentations trop ouvertement racistes. S’exprime sous une forme plus discrète avec l’aide « du sous-entendu, de l’implicite, du connoté, du présupposé ».

Pour le politologue Stéphane François, au sein de l'extrême droite identitaire, l'ethno-différentialisme « se fonde sur l’idée qu’il existe des races humaines ayant leur propre genèse, selon la thèse du polygénisme, c’est-à-dire qu’ils défendent l’origine multirégionale, et par conséquent multiraciale, des hommes modernes ». Il note un virage ethno-différentialiste dans la pensée de plusieurs théoriciens néonazis.
Selon l'homme politique d'extrême droite Gilbert Sincyr, être différentialiste, c'est être pour le respect des différences, des variétés, des couleurs, des traditions et donc hostile à toutes les tentatives d'uniformisation et refuser que tous les peuples soient soumis indistinctement aux mêmes règles dites universelles. C'est aussi être fondamentalement tolérant et non superficiellement et respecter les valeurs qui vivent en l'autre, l'animent et s'incarnent en lui selon des modalités différentes, c'est reconnaître à chaque communauté le droit de se développer selon ses rythmes propres.
Selon ses partisans, l'ethno-différentialisme ne serait pas l'antithèse du pluralisme, qui suppose la cohabitation des différences au sein d'une même entité politique, mais la condition même de sa sauvegarde. Ils insistent sur la reconnaissance politique des différences, étant en cela proches du communautarisme et de l'autonomisme tel qu'il s'exprime parfois en Corse, ou au Québec.
Dans un exposé consacré à « la politique de reconnaissance », le philosophe Charles Taylor, souvent présenté comme un penseur représentatif du « communautarisme », souligne que « deux conceptions incompatibles de la société libérale » s'affrontent au Canada. L'une, fédérale, ne reconnaît au citoyen que des droits strictement individuels et associatifs. L'autre exige une « reconnaissance des différences culturelles » inaliénables (notamment la langue et la religion) reçues en héritage par un peuple distinct, tel que les Québécois au sein de la société canadienne. « Il existe », estime-t-il, « une politique de respect égal, enchâssée dans un libéralisme des droits, qui est inhospitalière à la différence, parce qu'elle repose sur une application uniforme des règles qui définissent ces droits, sans exception, et parce qu'elle est très méfiante envers les desseins collectifs [...] je la qualifie d'"inhospitalière à la différence", parce qu'elle ne peut accepter ce à quoi les membres des sociétés distinctes aspirent réellement, et qui est leur survivance ».
Alain de Benoist, le chef de file de la Nouvelle Droite, ou Benjamin Vautier, nationaliste occitan, estiment que la reconnaissance des différences incite au respect de l'autre en tant qu'autre (participant à l'universel en tant que tel), sans le contraindre à l'assimilation, à la fusion de son identité collective au sein d'une culture qui lui est étrangère. Cette optique ne prône pas de hiérarchie entre les groupes ethniques.[réf. nécessaire]
Les penseurs de la Nouvelle Droite parlent plus volontiers d'« ethno-pluralisme » et disent vouloir défendre la pluralité des identités et modes de vie populaires pour encourager le dialogue entre les cultures. Ainsi, Alain de Benoist, le chef de file du GRECE écrit : « Dans « ethnopluralisme », le mot important est « pluralisme ». Ce que je n'ai cessé de combattre tout au long de ma vie se résume dans ce que j'ai appelé l'idéologie du « Même », en l'occurrence toutes les formes de pensées, religieuses ou laïques, qui ont eu pour visée, ou pour effet, d'effacer les différences, c'est-à-dire de ramener l'humanité à l'Unique. Dans cette définition, c'est évidemment l'universalisme qui est visé, universalisme dont je me suis efforcé de montrer qu'il est toujours un ethnocentrisme masqué ».

## Ethno-différentialisme dans les sciences sociales
Le politologue et historien des idées Pierre-André Taguieff est l'un des premiers à avoir proposé une réflexion critique sur le différentialisme, dans son ouvrage de référence La Force du préjugé ainsi que dans plusieurs articles. Le spécialiste de l'extrême droite Jean-Yves Camus a également consacré plusieurs études à ce sujet, qui a fait l'objet récemment d'une entrée dans le Dictionnaire de l'extrême droite.
Selon l'anthropologue Haidy Geismar, certaines dérives de l’anthropologie ontologique (notamment chez Philippe Descola) affirmant que présenter les autres non pas comme ayant des cultures différentes, mais comme ayant des mondes différents, radicalement étanches et ne partageant rien de commun, relève de l'ethno-différentialisme.